# مجزرة آل الخويلدي
مجزرة آل الخويلدي هى مجزرة ارتكبها حلف شمال الأطلسي عندما قصفت طائراته الحربية منزل عائلة الفريق الخويلدي الحميدى بمدينة صرمان يوم الإثنين 20 حزيران/يوليو 2011م نتج عنها مقتل 13 مدنياً.

## المجزرة
شنت قوات حلف شمال الأطلسي فجر يوم الإثنين 20 حزيران/ يونيو 2011م غارة جوية استهدفت منزل الفريق الخويلدي الحميدي - عضو مجلس قيادة ثورة الفاتح - ببلدة صرمان 70 كم غرب العاصمة الليبية طرابلس في محاولة لإغتياله جسديا. وذلك بعد فشل مساعى فرنسية لإنشقاقه وإنضمامه لقوات المعارضة الليبية، والتى تتخد من بنغازي مقرا لها.خلفت الغارة دماراً هائلا للمنزل وقتل 13 مدنيا، بينهم زوجة إبنه البكر خالد "صفاء" وأبنائها "الخويلدي الحفيد" و"خالدة"، و ابنه عمه "ناجية" وعاملتان "عائشة" و "فتحية".